# Adílio
Adílio de Oliveira Gonçalves, meglio noto come Adílio (Rio de Janeiro, 15 maggio 1956 – Rio de Janeiro, 5 agosto 2024), è stato un calciatore, giocatore di calcio a 5 e allenatore di calcio brasiliano, di ruolo centrocampista.
Terzo calciatore per numero di presenze nella storia del Flamengo, vinse con la nazionale brasiliana di calcio a 5 il campionato del mondo 1989

## Carriera

### Calcio
Cresciuto nelle giovanili del Flamengo, Adílio fu promosso in prima squadra nel 1975, dove rimase fino al 1987 formando in quegli anni con Zico e Andrade uno dei migliori centrocampi nella storia della squadra brasiliana. Con i Rubro-Negro vinse praticamente tutte le competizioni che disputò: il Campionato Carioca, il campionato nazionale, la Coppa Libertadores e la Coppa Intercontinentale nel 1981, quando segnò uno dei 3 gol con cui il Flamengo sconfisse il Liverpool.
Adílio in seguito giocò anche nel Coritiba, negli ecuadoriani del Barcelona di Guayaquil, nei peruviani dell'Alianza Lima, e in altre squadre minori brasiliane, chiudendo la carriera nel 1996 alla Friburguense.
Con la nazionale brasiliana invece, disputò solo 2 partite amichevoli: una non ufficiale contro la selezione baiana nel 1979 e una ufficiale prima dei Mondiali 1982 contro la Germania Ovest.
Dopo il ritiro allenò il Bahain in Arabia Saudita e in patria il CFZ do Rio, prima di ritornare al Flamengo nel 2003 come allenatore delle squadre giovanili fino al dicembre 2008.

### Calcio a 5
Utilizzato nel ruolo di laterale, Adílio partecipò con la Nazionale brasiliana di calcio a 5 al FIFA Futsal World Championship 1989, nel quale disputò 8 partite realizzando 2 reti e diventando campione del mondo con i verdeoro.

## Palmarès

### Calcio

#### Competizioni nazionali
- Coppa Guanabara: 6

Flamengo: 1978, 1979, 1980, 1981, 1982, 1984
- Campionato Carioca: 5

Flamengo: 1978, 1979, 1979 (extra), 1981, 1986
- Campionato brasiliano: 3

Flamengo: 1980, 1982, 1983
- Taça Rio: 5

Flamengo: 1983, 1985, 1986

#### Competizioni internazionali
- Coppa Libertadores: 1

Flamengo: 1981
- Coppa Intercontinentale: 1

Flamengo: 1981

### Calcio a 5
- Campionato mondiale: 1

Paesi Bassi 1989